# Rudi Arndt (Komponist)
Rudi Arndt (* 6. Juli 1907 in Berlin; † 1989) war ein deutscher Komponist, Arrangeur, Posaunist und Bratscher.
Er studierte von 1924 bis 1929 an der Berliner Musikhochschule bei Willy Heß und Paul Höffer. Er war Posaunist und Arrangeur und spielte lange Zeit als Bratscher im Großen Rundfunkorchester Berlin.

## Werke
- Italienische Lustspielouvertüre
- Grotesker Marsch
- Im Boot
- Rondo giocoso berlinensis
- Burleske für Trompete und Orchester
- Im Herbst, Drei Impressionen für Orchester
- Konzertstücke für beinahe alle Orchesterinstrumente
- Berliner Ouvertüre (Heitere Ouvertüre über einen Alt-Berliner Gassenhauer)